# 香川征
香川 征（かがわ すすむ、1944年12月18日 - 2021年4月7日 ）は、日本の医学者。徳島大学名誉教授。元国立大学法人徳島大学長。専門は泌尿器科学。香川県高松市出身。徳島大学医学部卒業。

## 経歴
- 1963年03月 香川県立高松高等学校卒業。
- 1969年03月 徳島大学医学部医学科卒業。
- 1971年07月 徳島大学医学部附属病院助手。
- 1975年07月 徳島大学医学部。
- 1976年07月 徳島大学医学部附属病院講師。
- 1986年07月 徳島大学医学部講師。
- 1987年08月 徳島大学医学部助教授。
- 1988年09月 徳島大学医学部教授。
- 1998年02月 徳島大学評議員（2004年3月まで）。
- 1999年11月 徳島大学医学部附属病院長併任（2003年9月まで）。[3]
- 2003年10月 徳島大学医学部・歯学部附属病院教授。
- 2003年10月 徳島大学医学部・歯学部附属病院長併任（2004年3月まで）。
- 2003年10月 徳島大学医学部教授併任（2004年3月まで）。
- 2004年04月 国立大学法人徳島大学医学部・歯学部附属病院長（2010年3月まで）。
- 2010年04月 国立大学法人徳島大学長に就任。[4]
- 2016年03月　任期満了退職（徳島大学名誉教授）
- 2016年04月　徳島県病院事業管理者
- 2020年011月 瑞宝中綬章受章[5][6]。
- 2021年4月7日、死去[7]。76歳没。死没日をもって、正四位に叙される[8]。

## 所属団体
- IDE大学協会中国・四国支部理事
- 徳島県科学技術県民会議会長
- 徳島県地域医療総合対策協議会会長
- 徳島県戦略的災害医療プロジェクト会議会長
- 徳島県LEDバレイ構想推進協議会副会長
- 文化立県とくしま推進会議副会長
- 徳島県献血推進協議会委員
- 徳島県国民保護協議会委員
- 四国経済連合会参与
- はぐくみ徳島実行委員会委員
- 一般社団法人国立大学協会理事（副会長）（2011年6月～2013年6月）
- 独立行政法人大学入試センター運営審議会委員（2011年10月～2013年6月）
- 独立行政法人大学評価・学位授与機構評議員会評議員（2012年5月～2014年3月）

## 所属学会
- 日本泌尿器科学会（名誉会員・元理事）
- 日本性機能学会（名誉会員・元理事・元評議員）
- 日本癌治療学会（功労会員・元評議員）
- 日本腎臓学会（元評議員）
- 日本Endourology・ESWL学会（元評議員）
- 日本がん転移学会（元評議員）
- 日本化学療法学会（元評議員）
- 日本透析医学会（元評議員）

## 著書
- 『標準泌尿器科学 第6版』（監修：小磯謙吉、編集：折笠精一・香川征、2001年4月、医学書院）
- 『標準泌尿器科学 第7版』（監修：折笠精一、編集：香川征・赤座英之、2005年4月、医学書院）
- 『標準泌尿器科学 第8版』（監修：香川征、編集：赤座英之・並木幹夫、2010年3月、医学書院）